# .ai
.ai — в Інтернеті, національний домен верхнього рівня (ccTLD) для Ангільї.

## Вартість
Ціна домену .ai може змінюватися, як і .com або будь-якого іншого доменного імені. Такі реєстратори, як GoDaddy або NameCheap, у серпні 2023 року повинні платити Ангільї фіксовану ціну: $140 за дворічну реєстрацію домену .ai, яка зросла зі $120 з середини квітня 2023.

## Домени 2-го та 3-го рівнів
В цьому національному домені станом на серпень 2023 року нараховується близько 287 432 вебсторінок. У січні 2009 року таких сайтів було приблизно 90,7 тис. Таке стрімке зростання кількості сайтів пов'язано з популярністю домена.  
У наш час використовуються та приймають реєстрації доменів 3-го рівня такі доменні суфікси (відповідно, існують такі домени 2-го рівня):
| Суфікс  | Регламентовані користувачі                    |
| ------- | --------------------------------------------- |
| .net.ai | Провайдери, організації, пов'язані з мережами |
| .gov.ai | Державні та урядові установи                  |
| .web.ai | вебмайданчики                                 |
| .com.ai | Комерційні установи, корпорації               |